# مبانی زمین‌شناسی
مبانی زمین‌شناسی کتابی از ا.جی. تاربوک، ف.ک. لوتگن با ترجمهٔ رسول اخروی است که در سال ۱۳۷۲ منتشر و در مراسم کتاب سال جمهوری اسلامی ایران به‌عنوان کتاب برگزیده معرفی شد.